# Alin Anton
Alin Anton es un deportista rumano que compitió en piragüismo en la modalidad de aguas tranquilas. Ganó tres medallas en el Campeonato Europeo de Piragüismo, plata y bronce en 2005 y bronce en 2006.

## Palmarés internacional
| Campeonato Europeo | Campeonato Europeo       | Campeonato Europeo | Campeonato Europeo |
| Año                | Lugar                    | Medalla            | Competición        |
| ------------------ | ------------------------ | ------------------ | ------------------ |
| 2005               | Poznań (Polonia)         | Medalla de plata   | K4 1000 m          |
| 2005               | Poznań (Polonia)         | Medalla de bronce  | K4 500 m           |
| 2006               | Račice (República Checa) | Medalla de plata   | K4 500 m           |